# 1. FC Bocholt
El 1. FC Bocholt es un equipo de fútbol de Alemania que juega en la Regionalliga West, una de las ligas que conforman la cuarta división nacional.

## Historia
Fue fundado el 21 de agosto de 1900 en la ciudad de Bocholt del estado de Renania del Norte-Westfalia con el nombre FC Bocholt, se fusiona en 1919 con el VfvB Bocholt para crear al BV Bocholt. En 1937 se fusiona con el Ballspielverein 1919 Bocholt, la sección de fútbol del Turnverein Phönix Bocholt hasta 1936, pasando a llamarse BV 1900 Bocholt hasta finalizar la Segunda Guerra Mundial, adoptando su nombre actual en 1946.
La mejor época del club han sido entre los años 1970 y años 1980 donde principlmente estuvo en la Regionalliga con dos temporadas no consecutivas en la 2.Bundesliga en 1977/78 y 1981/82. En ese periodo fue un participante recurrente en la Copa de Alemania donde incluso alcanzó la ronda de cuartos de final en la edición de 1984 en la que fue eliminado por el FC Bayern Múnich.
A mediados de los años 1990 el club tuvo varios descensos que lo llevaron a la sétima división hasta que en 2014 juega en la Oberliga Niederrhein, en la que jugó por ocho temporadas hasta lograr el ascenso a la Regionalliga West para la temporada 2022/23.

## Palmarés
- Oberliga Niederrhein: 1 (V)

2022
- Amateurliga Niederrhein: 1 (III)

1976
- Amateuroberliga Nordrhein: 2 (III)

1980, 1984
- Lower Rhine Cup: 1

1983